# Родригес Браво, Брайан
Пауль Брайан Родригес Браво (исп. Paul Brian Rodríguez Bravo; род. 20 мая 2000, Транкерас, Уругвай) — уругвайский футболист, нападающий мексиканского клуба «Америка» и сборной Уругвая.

## Биография
Родригес — воспитанник столичного клуба «Пеньяроль». 28 марта 2018 года в матче против «Данубио» он дебютировал в уругвайской Примере. 24 мая в поединке против «Бостон Ривер» Брайан забил свой первый гол за «Пеньяроль». В своём дебютном сезоне он стал чемпионом Уругвая.
7 августа 2019 года Родригес перешёл в клуб MLS «Лос-Анджелес», подписав контракт молодого назначенного игрока. Чистая сумма трансфера составила 8 млн долларов США, плюс 25 % дополнительных выплат. В главной лиге США он дебютировал 25 августа в лос-анджелесском дерби против «Гэлакси». 13 июля 2020 года в первом матче группового этапа Турнира MLS is Back против «Хьюстон Динамо» он забил свой первый гол за «Лос-Анджелес».
1 февраля 2021 года Родригес был взят в аренду клубом испанской Сегунды «Альмерия» на оставшуюся часть сезона 2020/21 с опцией выкупа.
15 июля 2021 года Родригес вернулся в «Лос-Анджелес» после аренды.
24 августа 2022 года Родригес перешёл в клуб чемпионата Мексики «Америка», подписав контракт до 2026 года. Сумма трансфера составила 6 млн долларов США.
В 2017 года Родригес в составе юношеской сборной Уругвая принял участие в юношеском чемпионат Южной Америки в Чили. На турнире он сыграл в матче против команды Боливии.
Дебютировал за национальную команду 6 сентября, выйдя в стартовом составе в товарищеском матче против сборной Коста-Рики и отыграв все 90 минут. Уругвайцы выиграли со счётом 2:1.
Родригес был включён в состав сборной на Кубок Америки 2021.

## Достижения
Командные
 «Пеньяроль»
- Чемпион Уругвая: 2018

 «Лос-Анджелес»
- Победитель регулярного чемпионата MLS: 2019